# Paycom Center
Pour les articles homonymes, voir Thunderdome (homonymie).
Le Paycom Center (auparavant  Chesapeake Energy Arena et surnommée Loud City ou The Thunderdome) est une salle omnisports située dans le centre-ville d'Oklahoma City, en Oklahoma. Elle se trouve au bord de l'intersection entre l'Interstate 40 et Robinson Avenue près du Cox Convention Center.
Depuis 2008, c'est le domicile du Thunder d'Oklahoma City de la National Basketball Association. Ce fut la patinoire des Blazers d'Oklahoma City de la Ligue centrale de hockey de 2002 à 2009 ainsi que le terrain de jeu des Oklahoma City Yard Dawgz de l'Af2 entre 2004 et 2008. En 2005, les Hornets de la Nouvelle-Orléans/Oklahoma City de la National Basketball Association s'y sont installés en attendant la fin des rénovations de la New Orleans Arena. Les Hornets ont été temporairement replacés dans la ville d'Oklahoma City pour la saison NBA 2005-2006 et une partie de la saison NBA 2006-2007 à cause des dommages provoqués par l'Ouragan Katrina.
Le Paycom Center a une capacité de 18 203 places pour le basket-ball, 15 152 pour le hockey sur glace, 16 757 pour la boxe et 16 591 au maximum pour les concerts (360°). Pour les plus fortunés, la salle dispose de 48 Terrace Suites, 29 Private Suites et 15 Bunker Suites.

## Histoire
La construction de la Chesapeake Energy Arena débuta durant le printemps de l'année 1999 puis il fut inauguré trois ans plus tard, le 8 juin 2002. Le bâtiment repose sur 54 441 mètres carrés (586 000 pieds carrés) de surface, qui peuvent accueillir plus de 20 000 personnes, et il a été conçu pour répondre aux normes de la Ligue nationale de hockey dans l'espoir d'attirer une future équipe. Le Ford Center fut édifié pour une somme de $89.2 millions de dollars. Il est la première phase d'un vaste projet d'amélioration du centre-ville d'Oklahoma City, le Metropolitan Area Projects (MAPS), qui a pour but de financer les nouveaux équipements sportifs, de divertissement, culturels et de convention avec une taxe de vente d'un pour cent (1 %).
La grande célébration d'ouverture (Grand Opening Celebration) comprenait une cérémonie dirigée par l'ancien maire de la ville, Kirk Humphreys. Le cirque Ringling Bros. and Barnum & Bailey fut le premier événement produit dans la salle au mois de juin 2002.
Les Hornets de la Nouvelle-Orléans/Oklahoma City ont loué l'enceinte pour la saison NBA 2005-2006, et ceci jusqu'en 2007 pour remplacer la New Orleans Arena qui était en rénovations à cause du passage de l'Ouragan Katrina. Le Ford Center a reçu un lifting de 200 000 dollars par les Hornets. L'affluence moyenne pour les matches des Hornets était de 18 716 spectateurs en 2005-06 (36 matchs) et 17 951 spectateurs (35 matchs) en 2006-2007.
Le Ford Center est également employé pour d'autres événements, notamment les combats de catch tels que le WWE Unforgiven 2005 qui a réuni 8 000 personnes, et aussi des concerts. En plus, le Big 12 Conference Basketball Tournament a été joué ici pour la première fois en 2007. Depuis son ouverture, le Center a accueilli près de 500 manifestations avec plus de 4,9 millions de visiteurs.
Les Hornets ont joué leur dernière rencontre au Ford Center lors d'un match de pré-saison le 9 octobre 2007.
Depuis 2008 le Thunder d'Oklahoma City ont élu domicile dans cette salle. La franchise est née sur les cendres des Supersonics de Seattle.

### Rénovations
En mars 2008, une somme de 121,6 millions de dollars d'obligations a été adoptée pour rénover le Chesapeake Energy Arena et construire un terrain d'entrainement dans le cas où une équipe de la National Basketball Association déménagerai à Oklahoma City. En effet quelques mois plus tard la franchise des Supersonics de Seattle déménage à Oklahoma City malgré le procès contre le propriétaire de l'équipe natif de l'Oklahoma, Clayton Bennett, et ses projets.
Il est prévu de bâtir des restaurants, des clubs, des suites et de nouveaux vestiaires. Si aucune équipe n'avait déménagé à Oklahoma City avant juin 2009, les améliorations n'auraient pas été construites.
Durant la trêve estivale de 2009, le Ford Center fut temporairement fermé afin de commencer les premiers travaux. Les ajouts prévus pour cet été furent l'installation de nouveaux sièges dans le premier niveau, les Terrace Suites, une refonte du design d'intérieur, la rénovation des vestiaires, un nouveau tableau d'affichage à la pointe de la technologie et d'autres mises à jour mineures. Toutefois, un certain nombre d'améliorations ne seront pas terminés avant la saison suivante.

## Événements
- NCAA Division I Men's Basketball Championship Midwest Regional First and Second Rounds, 2003 et 2005
- WWE Unforgiven, 18 septembre 2005
- NCAA Division 1 Men’s Wrestling Championships, 2006
- Jerry Diaz Mexican Rodeo Festival, août 2006
- WWE Raw, 25 septembre 2006
- Tournoi masculin de basket-ball de la Big 12 Conference, 8-11 mars 2007 et 2009
- NCAA Women’s Basketball Regional, 2008 et 2009
- WWE Raw, 30 juin 2008
- WWE Raw, 1er mars 2010
- WWE SmackDown, 1er octobre 2010
- WWE SmackDown, 26 février 2013
- Healing in the heartland (concert en hommage aux victimes de la tornade du 20 mai en Oklahoma), 29 mai 2013, présenté par Blake Shelton

## Galerie

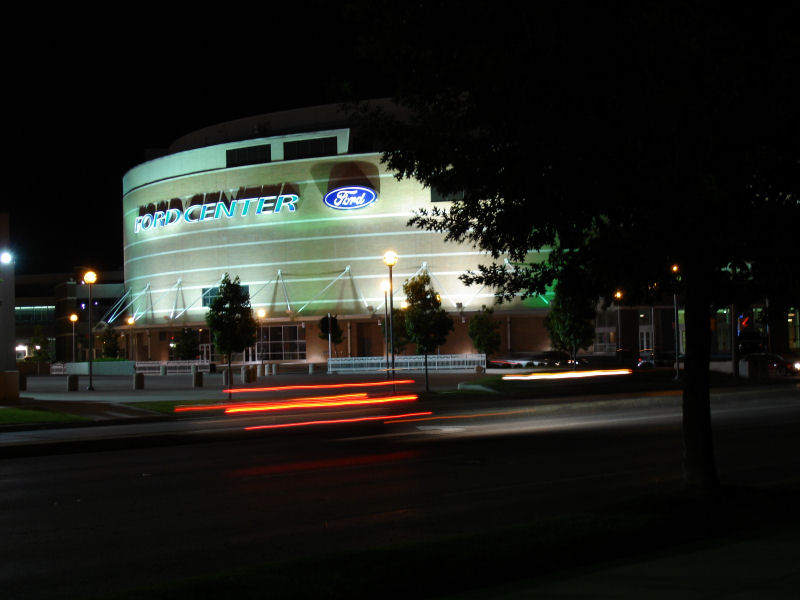
Ford Center de nuit
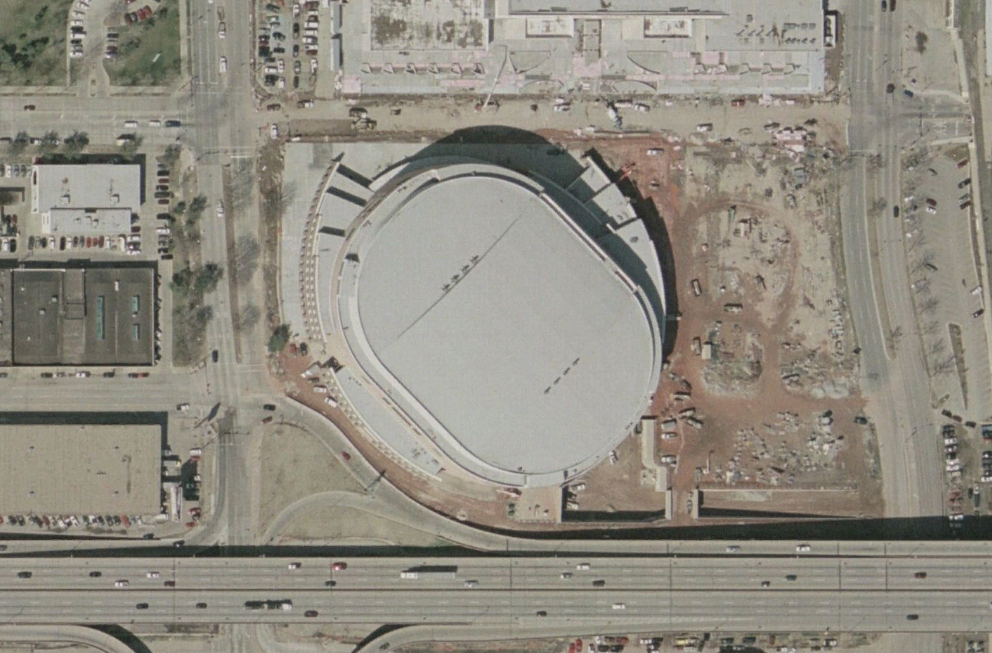
Image satellite
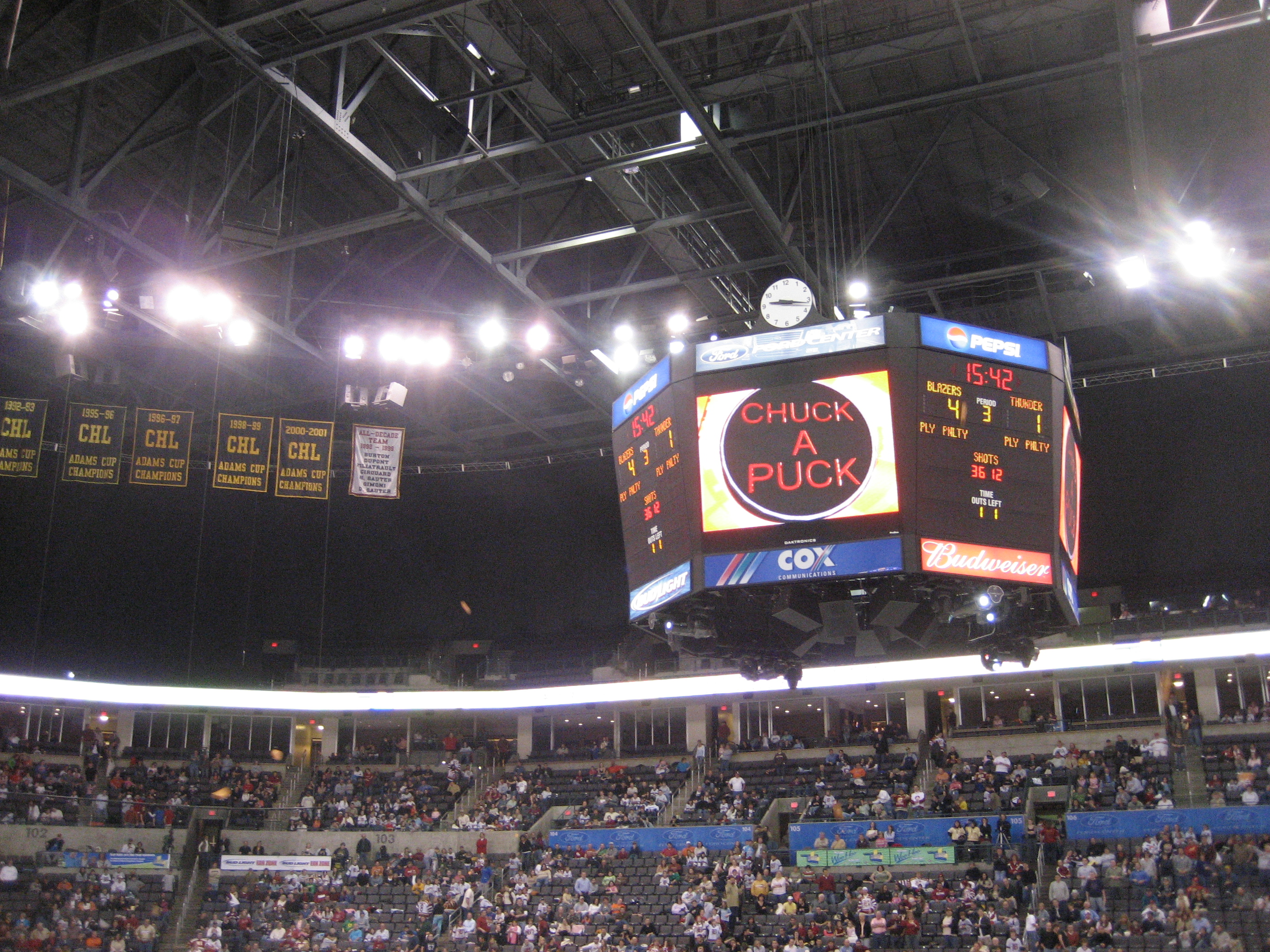
Tableau d'affichage
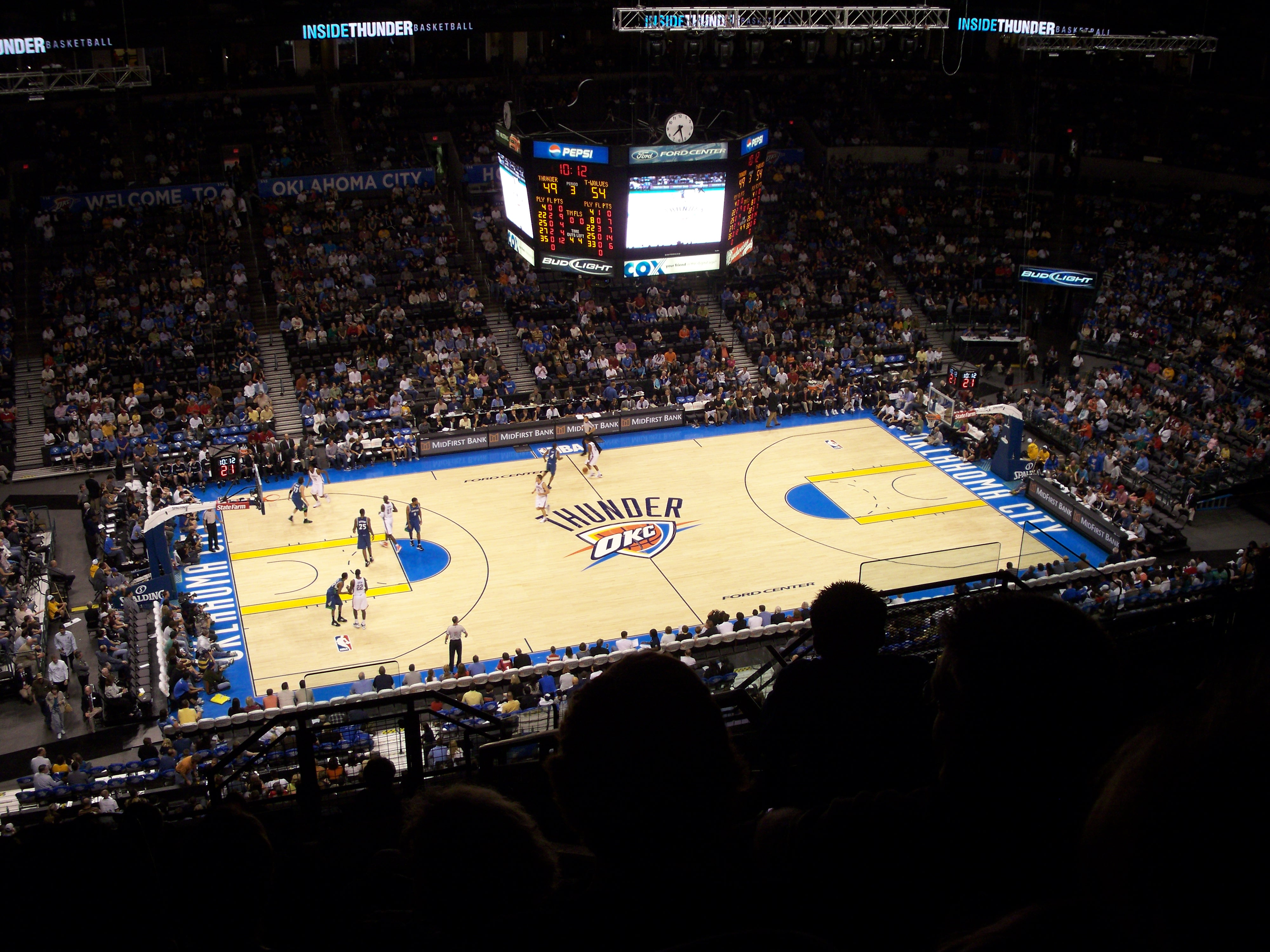
Match du Thunder
Ancien logo
Ancien logo